# سفين مايس
سفين مايس هو منتج أسطوانات وملحن بلجيكي، ولد في 27 يناير 1973 في سينت نيكلاس في بلجيكا.

## وصلات خارجية
- الموقع الرسمي
- سفين مايس على موقع ميوزك برينز (الإنجليزية)
- سفين مايس على موقع ديسكوغز (الإنجليزية)